# Janez Demšar
Janez Demšar (* 25. Februar 1951 in Jesenice) ist ein ehemaliger jugoslawischer Skispringer.

## Werdegang
Er nahm an beiden Skisprungwettbewerben im Rahmen der Olympischen Winterspiele 1976 in Innsbruck teil. Im Wettbewerb von der Normalschanze belegte er den 47. Platz, auf der Großschanze wurde er 43.